# Imre Peterdi
Imre Peterdi (Dunaújváros, 31 maggio 1980) è un hockeista su ghiaccio ungherese, che dal 2009 milita nell'Alba Volan HC di Székesfehérvár, squadra ungherese che milita nel campionato austriaco.
Fino al 2009 ha sempre giocato nel campionato ungherese, se si eccettua una parentesi durata mezza stagione nel campionato polacco con la maglia del Naprzód Janów nel 2007-2008. Ha vinto per due volte il titolo (2000 e 2002), in entrambi i casi con il Dunaferr SE Dunaujvaros, cui si aggiungono altri due titoli vinti dalla squadra quando lui militava nelle giovanili (1996 e 1998).
Ha anche disputato con le squadre in cui ha militato a tutte le edizioni dell'Interliga, non riuscendo però mai ad aggiudicarsela.
Nel 2009 si è accasato all'Alba Volan HC di Székesfehérvár, compagine ungherese che milita però nel massimo campionato austriaco dal 2007.
Milita nella nazionale magiara dal 2002. Ha disputato i mondiali di I divisione nel 2002, 2003, 2004, 2005, 2006, 2007 e 2008 (questi ultimi chiusi con la vittoria nel gruppo B e la conseguente promozione) e i mondiali di gruppo élite del 2009 (chiusi all'ultimo posto, ma con Peterdi miglior realizzatore della squadra con due gol).